# Ben Wagin

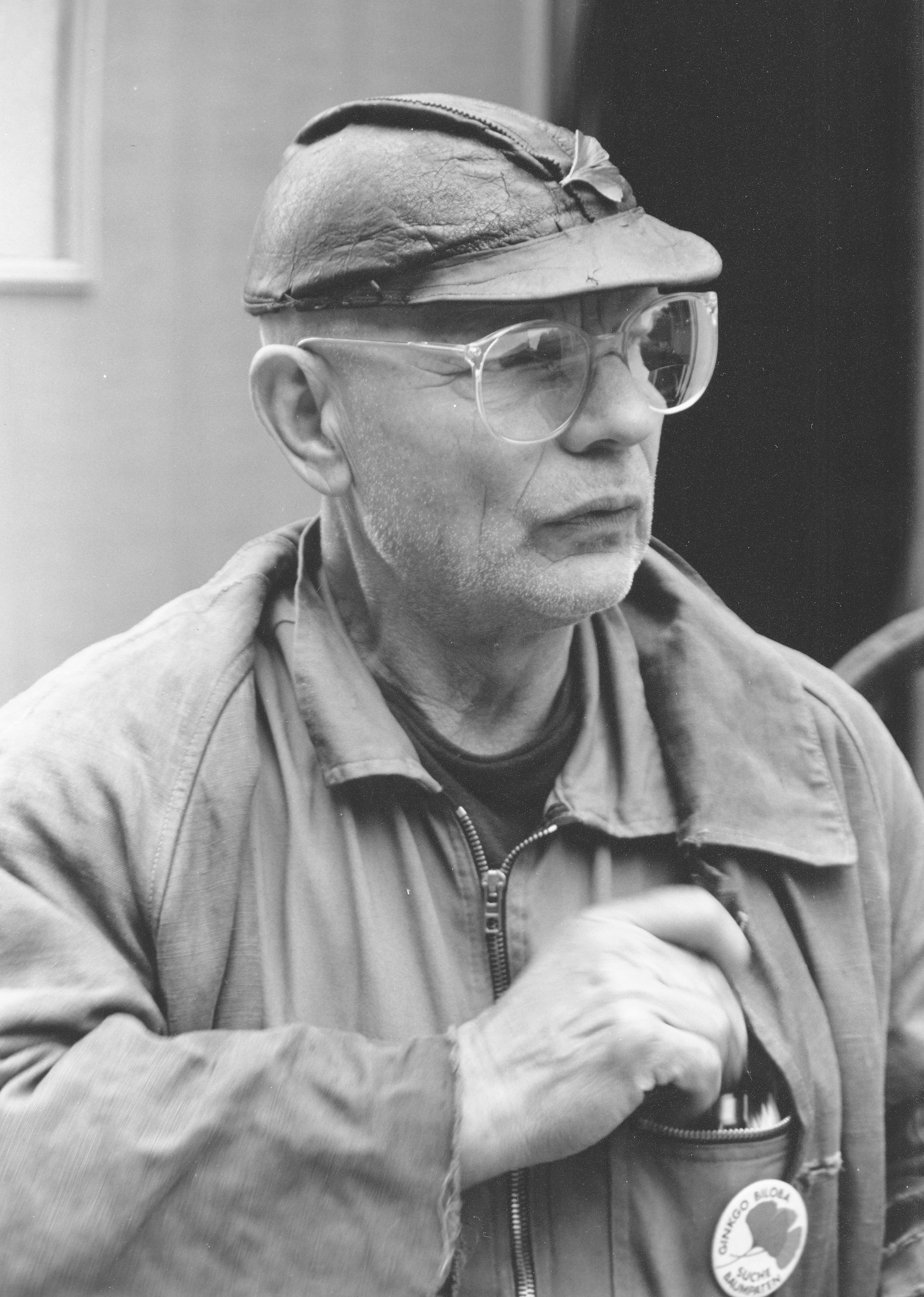
Ben Wagin, 1995

Ben Wagin (Jastrow, 25 de março de 1930 – 28 de julho de 2021) foi um artista, escultor, designer, artista performático, autor, escritor alemão. Foi o fundador do grupo artístico “die Baumpaten” (em português: Padrinhos das árvores).

## Vida
Wagin viveu em Berlim a partir de 1957, onde frequentou a faculdade, cursando artes. Quando era estudante trabalhou, entre outras coisas, como adjunto para o escultor Karl Hartung.
Ele abriu a Galeria S no pátio do dormitório para estudantes Siegmunds Hof, em 3 de maio de 1962. Lá começou a mostrar trabalhos de artistas de Berlim. Em 8 de maio de 1968, Wagin mudou a Galerie S para o Europa-Center.
Desde 1970, ele exibe instalações de arte regularmente no Art Basel.  

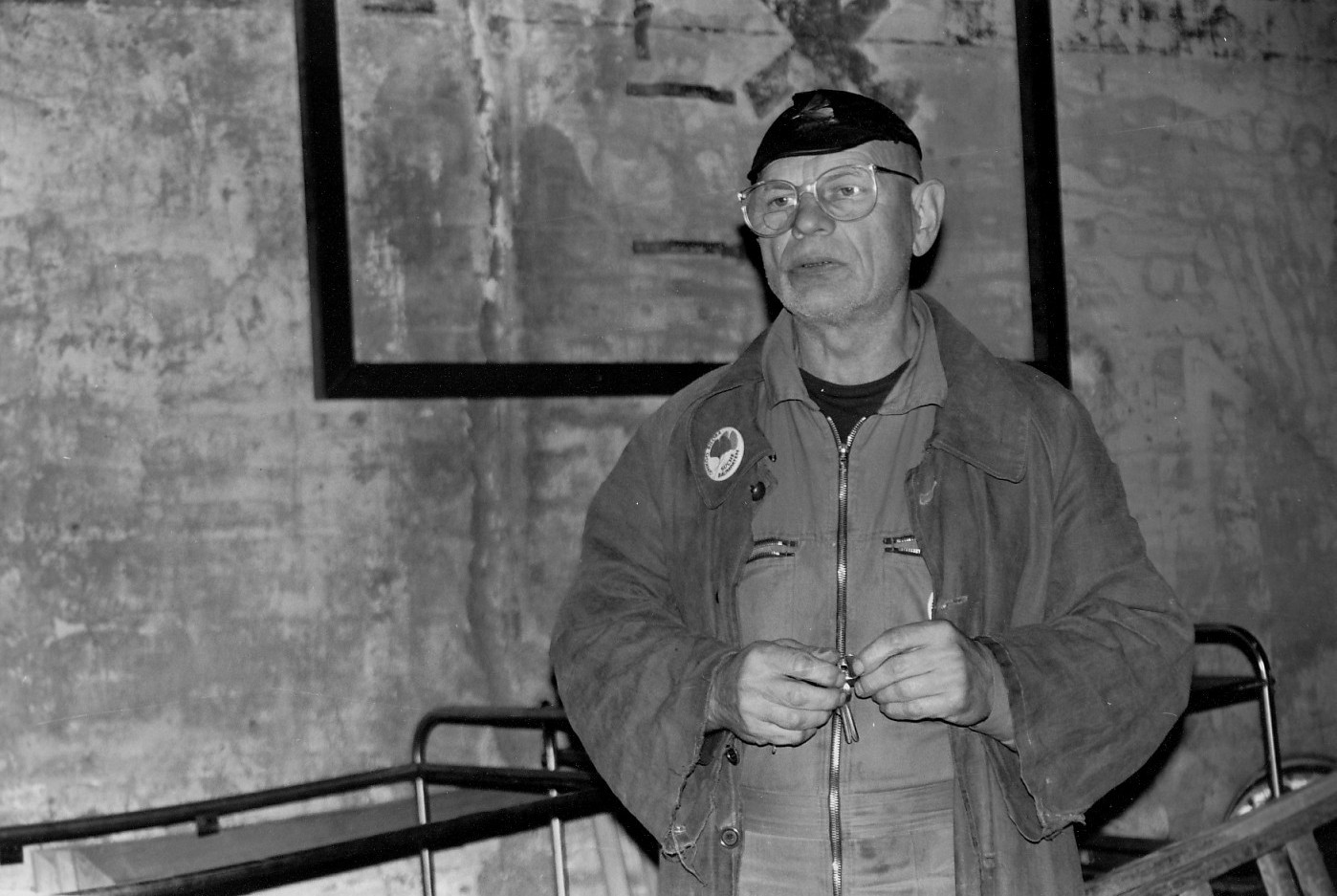
Ben Wagin no Lindentunnel, 1995

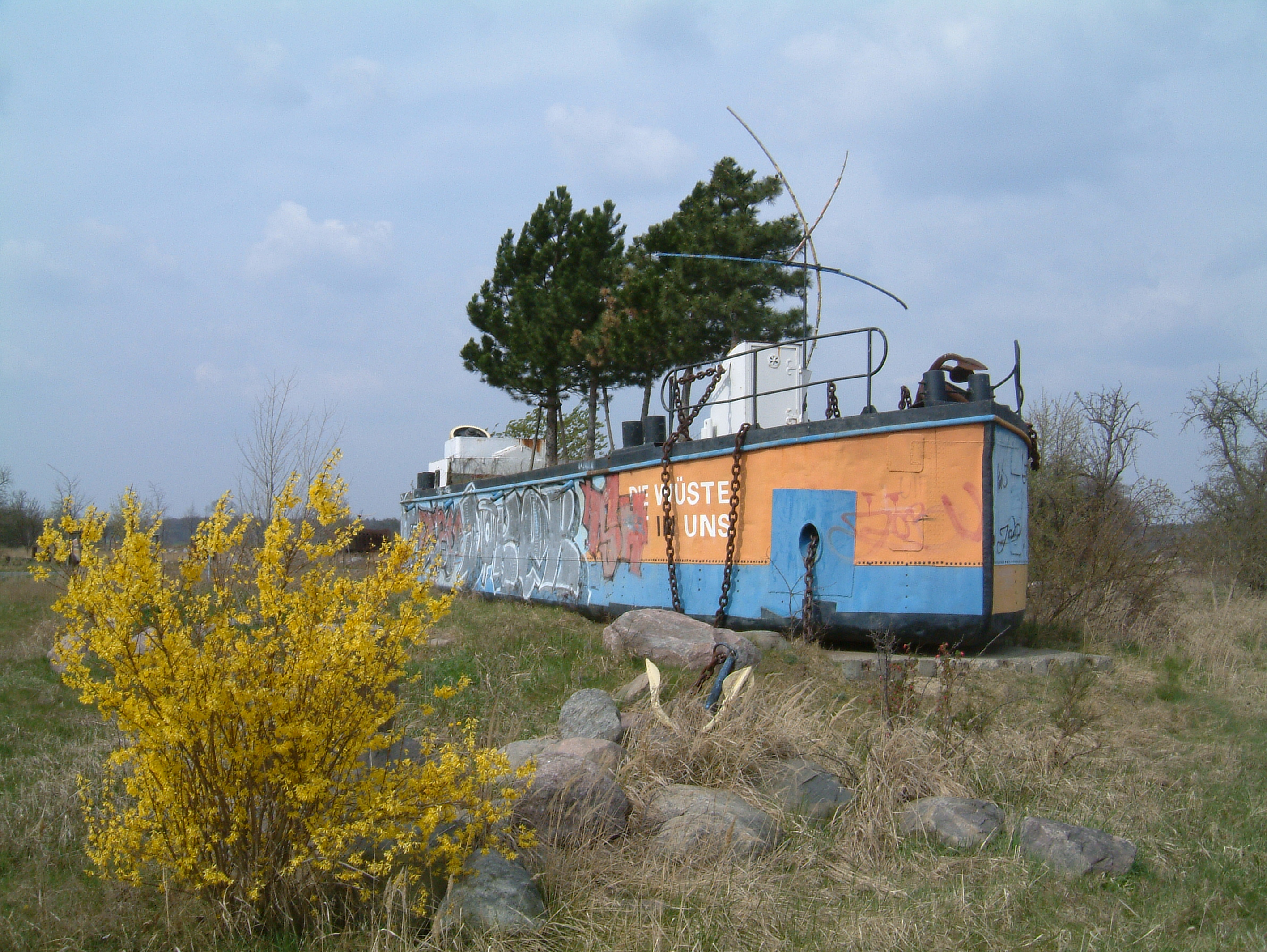
Projecto no Gräbendorfer See

No ano de 1975 ele iniciou uma das primeiras grandes pinturas no muro de uma casa em Berlim, que se chama “Weltbaum I” (árvore do mundo I), localizada no bairro Siegmunds Hof. Em 1985 ele, com muitos outros artistas, deu forma a “Weltbaum II” no Brandmauer, no bairro de S-Banhof Savignyplatz. Wagin diversas vezes plantou árvores com políticos e pessoas que trabalham com cultura em muitos lugares de Berlim, desde os anos 1960. As árvores de Wagin até hoje estão em frente de ministérios federais, teatros, museus, entre outros. 
Para as suas exibições ele usou, entre outros lugares, o Berlin-Pavillon e a Orangerie do Schloss Charlottenburg nos meados dos anos 1970. Em outubro de 1976, Wagin fundou “Baumpatenverein e.V.” (Clube dos padrinhos das árvores) com o objetivo de melhorar a qualidade ambiental da cidade.  Também se apresentou em espaços como o Lindentunnel, ao lado do Humboldt-Universität, de 1993 até 1996. Além disso, Wagin usou espaços da TU Berlin no Ackerstraße desde meados dos anos 1980 até 2006 como atelier e espaço de exibições.

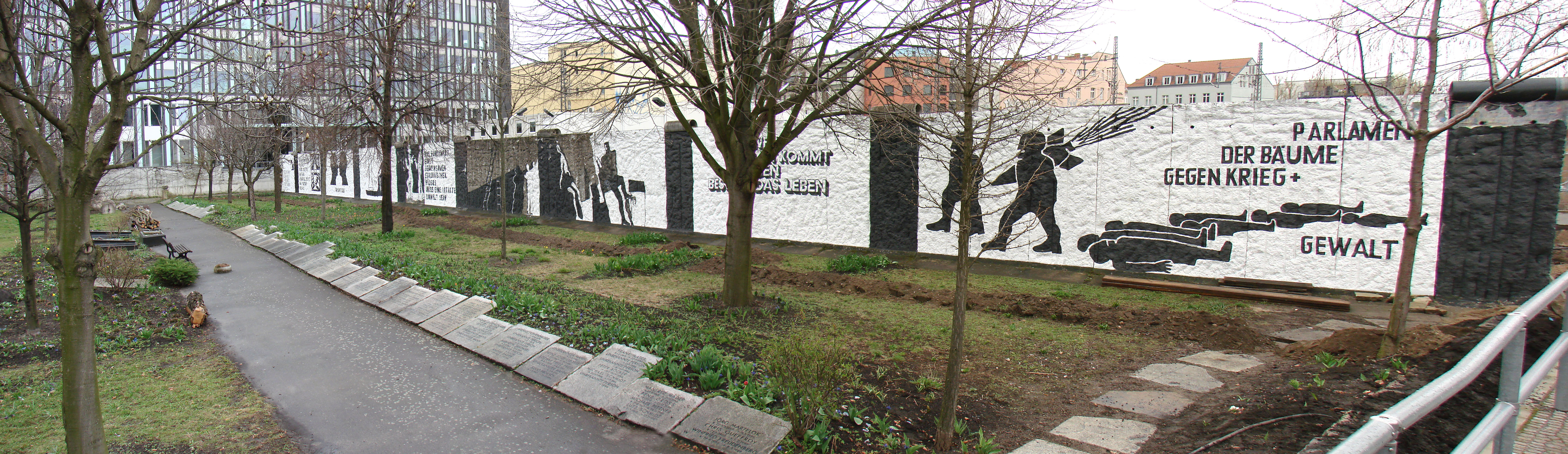
Parlamento das arvores, 2010

Em 2005 Wagin iniciou o projeto “Sonnenboten” (em português: mensageiros do sol) e criou junto com escolas e comunidades oásis de girassóis pela cidade. Ben Wagin agora é conhecido no pais inteiro como “Baumpate” (em português: padrinho da árvore), tendo plantado mais ou menos 50.000 árvores do tipo ginkgo.
Wagin luta pela conservação do Parlament der Bäume (em português: parlamento das árvores) como instalação permanente no centro de Berliner Regierungsviertel (bairro do governo de Berlim), desde o começo dos anos 1990. Partes do antigo muro de Berlim que Wagin pintou agora estão em exibição no “Mauer-Mahnmal des Bundestages” (em português: memorial do muro de Berlim no Bundestag) no espaço da biblioteca do Parlamento Alemão Nacional no Marie-Elisabeth-Lüders-Haus. 
Wagin faz parte do Deutscher Künstlerbund (em português: clube dos artistas alemães). Entre 1974 e 1987 ele participou oito vezes nas exibições anuais do DKB sob o nome Ben Wargin. 

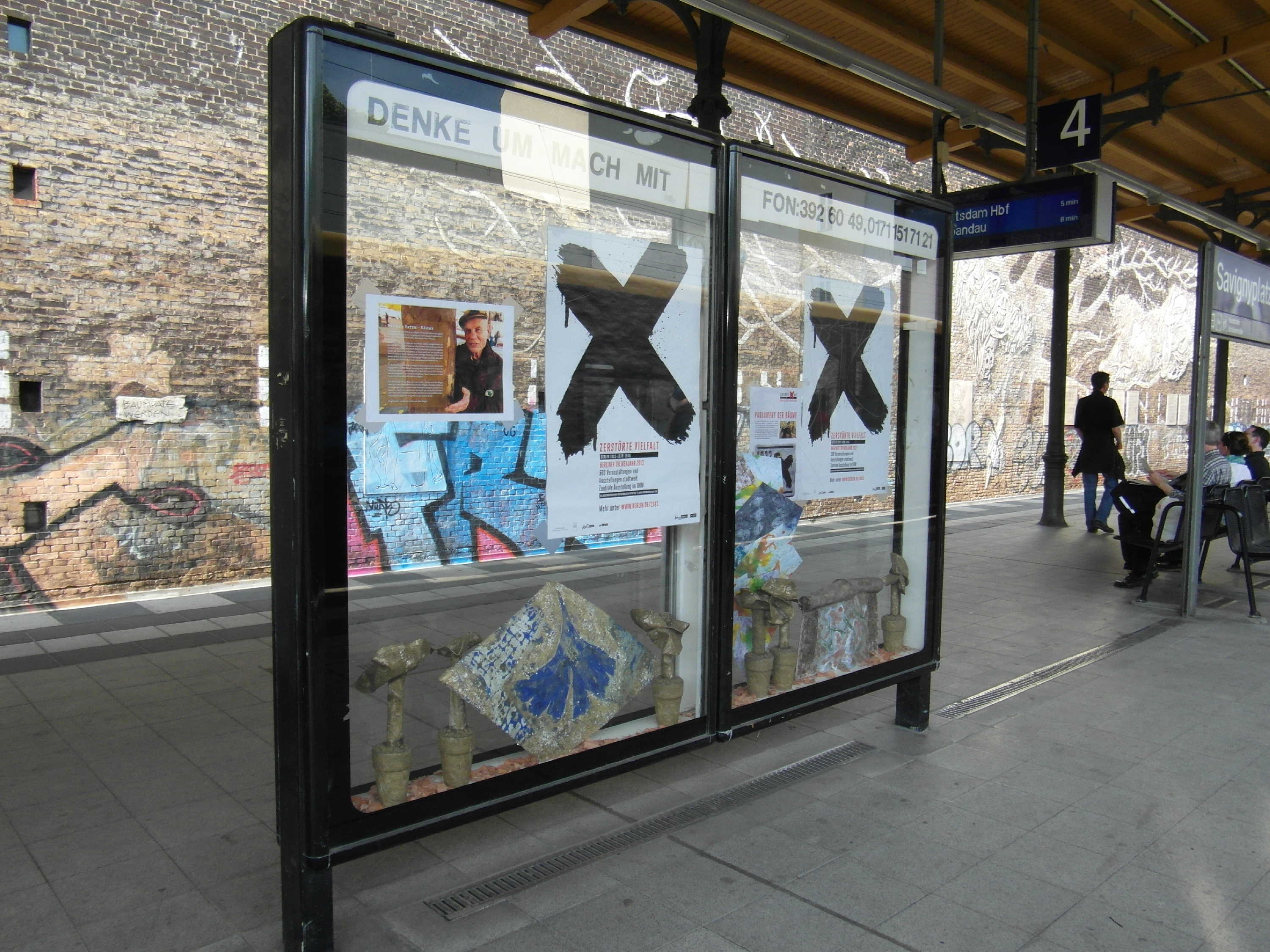
S-Bahnhof Savignyplatz

## Literatura
- Ben Wagin: Nenn mich nicht Künstler. Autobiografie, aufgezeichnet von Astrid Herbold. Ch. Links, Berlin 2015, ISBN 978-3-86153-813-4.
- Ben Wagin: Ginkgo-Botschaften Berlin. Jovis, Berlin 2002, ISBN 3931321096.

## Distinções
- 1985: Bundesverdienstkreuz
- 1996: Victor-Wendland-Ehrenring
- 2010: Verdienstorden des Landes Berlin